# Stefáni (ort i Grekland, Peloponnesos)
Stefáni (Stefani) är en ort i Grekland.   Den ligger i prefekturen Nomós Korinthías och regionen Peloponnesos, i den sydöstra delen av landet, 80 km väster om huvudstaden Aten. Stefáni ligger 964 meter över havet och antalet invånare är 279.
Terrängen runt Stefáni är huvudsakligen kuperad. Stefáni ligger uppe på en höjd. Runt Stefáni är det ganska glesbefolkat, med 24 invånare per kvadratkilometer. Närmaste större samhälle är Argos, 16,1 km sydväst om Stefáni. 